# ناثان إيلدر
ناثان إيلدر (بالإنجليزية: Nathan Elder)‏ (5 أبريل 1985 في المملكة المتحدة - ) هو لاعب كرة قدم بريطاني في مركز الهجوم. لعب مع إبسفليت يونايتد وبرايتون أند هوف ألبيون وتونبريدج أنغلز وشروزبري تاون ونادي برينتفورد ونادي هيرفورد وهايز وييدينغ يونايتد ‏ وميدستون يونايتد ونادي دوفر أتليتيك وبيليريكاي تاون وهورنتشورتش ونادي أفيلي وBarking & East Ham United F.C. ‏ وإيه أف سي ويمبلدون.

## وصلات خارجية
- ناثان إيلدر على موقع قاعدة بيانات كرة القدم.إي يو (الإنجليزية)
- ناثان إيلدر على موقع Soccerbase.com (لاعب) (الإنجليزية)